# هارولد کلوز
هارولد کلوز (انگلیسی: Harald Klose؛ زادهٔ ۱۲ مارس ۱۹۴۵) بازیکن فوتبال اهل آلمان است.
از باشگاه‌هایی که در آن بازی کرده‌است می‌توان به باشگاه فوتبال شالکه ۰۴، باشگاه فوتبال بایر ۰۴ لورکوزن، و باشگاه فوتبال والنسین اشاره کرد.